# Kathrin Koch
Kathrin Koch (* in Waiblingen) ist eine deutsche Opern-, Lied-, Oratorien- und Konzertsängerin (Mezzosopran/Alt).

## Leben
Sie studierte zuerst Schulmusik an der Hochschule für Musik und Darstellende Kunst Stuttgart, danach Gesang bei Julia Hamari und Carl Davis. Meisterkurse besuchte sie bei Luisa Bosabalian, Maria Venuti und Klesie Kelly. Acht Jahre (1999–2007) war sie festes Ensemblemitglied am Theater Augsburg. Dort sang sie die großen Partien ihres Faches u. a. den Ramiro in Die Gärtnerin aus Liebe, den Octavian in Der Rosenkavalier, den Idamante in Idomeneo, die Carmen in der gleichnamigen Oper, die Béatrice in Béatrice et Bénédict, den Hänsel in Hänsel und Gretel, die Elisabetta in Maria Stuarda, die Adalgisa in Norma (konzertant) etc.
Seit 2003 verbindet die Sängerin eine enge künstlerische Zusammenarbeit mit Anna Reynolds. Die freiberufliche Künstlerin ist eine vielgebuchte Lied-, Oratorien- und Konzertsängerin. Sie gastierte in Kaiserslautern, Karlsruhe, Mannheim, München, Weimar, Nizza, Innsbruck u. a. m. Ihr Repertoire umfasst Werke von Carl Philipp Emanuel Bach, Johann Sebastian Bach, Ludwig van Beethoven, Johannes Brahms, Benjamin Britten, Georg Friedrich Händel, Joseph Haydn, Wolfgang Amadeus Mozart, Heinrich Schütz, Giuseppe Verdi u. dgl. m.

## Auszeichnungen
- 2003: Bayerischer Kunstförderpreis für Gesang

## Diskografie
- Der Revisor, Label: OHEIMS CLASSICS 2001